# Seznam švedskih pevcev resne glasbe
Seznam švedskih pevcev resne glasbe.

## A
- Tua Åberg, sopran
- Claes-Håkan Ahnsjö, tenor
- Sigrid Arnoldson, sopran

## B
- David Björling, tenor
- Gösta Björling, tenor
- Jussi Björling, tenor
- Olle Björling, tenor

## D
- Anders J. Dahlin, tenor

## E
- Selma Ek, sopran
- Malena Ernman, mezzosopran

## F
- John Forsell, bariton

## G
- Nicolai Gedda, tenor
- Julius Günther, tenor

## L
- Anna Larsson, kontraalt
- Jenny Lind (Johanna Maria Lind), sopran

## N
- Birgit Nilsson, sopran

## O
- Anne Sofie von Otter, mezzosopran

## S
- Elisabeth Söderström, sopran
- Set Svanholm, tenor

## T
- Iréne Theorin, sopran
- Camilla Tilling, sopran
- Ingrid Tobiasson, mezzosopran

## W
- Ingvar Wixell, bariton